# Quaggakathaai
De quaggakathaai (Halaelurus quagga) is een vissensoort uit de familie van de Pentanchidae. De wetenschappelijke naam van de soort is voor het eerst geldig gepubliceerd in 1899 door Alcock.